# 大和球士
大和 球士（やまと きゅうし、1910年4月14日 - 1992年3月4日）は、日本のスポーツライター。本名：安藤 教雄（あんどう のりお）。埼玉県出身。
野球選手としての経験はないものの、野球記者・野球評論家として活動した。

## 来歴・人物
戦前、都新聞（現：東京新聞）記者。当時は社会記者だったが後にスポーツ部へ配属される。当時、日本は太平洋戦争（第二次世界大戦）の真っ只中にあり、当時の突貫精神を意識して「大和魂」と「野球博士」を絡ませたペンネームとして「大和球士」なる名前が付けられた。
戦後はフリーのスポーツライターとして主として野球を中心に取材した。1950年には参議院選挙に全国区から立候補したが落選している。1952年からはライター活動と並行し、ラジオ東京（1960年11月29日より、東京放送=TBS）専属のプロ野球解説者として、1974年までラジオ・テレビに登場していた（1957年までは同局唯一の専属解説者だった）。専属から離れる同年11月には、プロ野球中継での解説が評価され、TBSラジオからゴールデンマイク賞を受賞した。
晩年は野球殿堂の特別表彰委員会の選考委員をつとめた。
「タコ足」（中河美芳）「弾丸ライナー」（川上哲治）「塀際の魔術師」（平山菊二）といったプロ野球選手へのキャッチコピーの名付け親である。また、コラムなどの文中では「川上九連覇」や「王酒豪」といったその人の特徴やエピソードに因んだ呼称を用いた（考案した）。
プロ野球創成期から2リーグ分立にかけて、東京巨人軍と鈴木龍二、赤嶺昌志らが企てた数々の策謀を描いた書籍『プロ野球三国志』シリーズ（もともとは日刊スポーツでの連載作品）は、大和の野球ライターとしての集大成的な作品となった。また、『真説日本野球史』は明治から第二次大戦後までの野球史をまとめた書籍として、現在でも資料価値が高く、Wikipediaを含む多くの出版物で情報源として使用されている。
ラジオ東京と解説者契約をしたきっかけについて、1951年11月に『民放におけるプロ野球放送私案』と題した小論文（NHKのようなかたい放送ではなく、楽しい放送をすべきという旨の案）をもって開局事務所を訪れ、当時の社長足立正との会食で私案を説明し、足立から連絡を受けた運動部長の鈴木恒治より私案を採用され自身も契約に至った事を、会社創立20周年を迎えた1971年に当時のTBSが発行した社内報で明かしている。
1992年3月4日、死去。享年82。

## 詳細情報

### 著書
- プロ野球名選手物語（1955年、朋文堂） - 旅窓文庫シリーズの一冊として発行。
- 野球五十年（1955年、時事通信社） - 1959年に増補改訂版を発行。
- 弾丸ライナー（1951年、博友社）
- 弾丸ライナー（1951年、恒文社） - 川上哲治との共著。
- 栄光の門 続プロ野球三国志（1957年、ベースボール・マガジン社） - 「スポーツ新書」シリーズの一冊として発行。
- 虹をかける男 実録小説長島茂雄（1962年、ベースボール・マガジン社） - 「スポーツ新書」シリーズの一冊として発行。
- 野球百年（1966年、時事通信社） - 1970年に改訂増補、1976年に改訂新版をそれぞれ発行。
- プロ野球三国志（1973～75年、ベースボール・マガジン社） - 全12巻。
- 長島茂雄 虹をかける男（1974年、恒文社）
- 弾丸ライナー川上哲治（1975年、恒文社） - 1982年にも同タイトルの書籍を発行。
- 真説日本野球史（1977-81年、ベースボール・マガジン社） - 『明治編』、『大正編』、『昭和編 その一』から『昭和編 その8』（漢数字と算用数字は書籍により混在）の全10冊。

### 出演していた番組
- プロ野球中継
  - TBSエキサイトナイター - TBSラジオの中継（タイトルは1970年以降のナイターに使用）。最初の中継（1952年3月12日の巨人対毎日定期戦）で解説を担当[7]。
  - 侍プロ野球 - TBSテレビの中継（タイトルは2012年からのもの）。

### 表彰
- ゴールデンマイク賞（1974年11月）